# 1511

## Události
- Portugalci ovládli Malaku
- Byl dokončen obraz „Athénská škola“ (práce začala roku 1510) od Rafaela Santiho, italského renesančního malíře
- italský kronikář Pietro Martire d´Áughiera popisuje jedlé hlízy (batáty), které Španělé poznali v Peru

### Probíhající události
- 1508–1516 – Válka ligy z Cambrai
- 1510–1514 – Hvarské povstání

## Narození
Česko
- ? – Jiří Melantrich z Aventina, český renesanční tiskař a nakladatel († 19. listopadu 1580)

Svět
- 18. června – Bartolomeo Ammanati, italský architekt a sochař († 13. dubna 1592)
- 9. července – Dorotea Sasko-Lauenburská, dánská a norská královna († 7. října 1571)
- 30. července – Giorgio Vasari, italský architekt, dvorní malíř Medicejských a životopisec florentských umělců († 27. června 1574)
- 29. září – Michael Servetus, španělský teolog, lékař a kartograf († 27. října 1553)
- 22. října – Erasmus Reinhold, německý astronom a matematik († 19. února 1553)

## Úmrtí

#### Česko
- Albrecht Minsterberský
- Ondřej Ptáček

#### Svět
- 22. ledna – Jana Bourbonská-Vendôme, bourbonská vévodkyně (* 1465)
- červenec – Hadım Ali Paša, osmanský státník, eunuch a velkovezír bosenského původu (* ?)

## Hlavy států
- České království – Vladislav Jagellonský
- Svatá říše římská – Maxmilián I.
- Papež – Julius II.
- Anglické království – Jindřich VIII. Tudor
- Francouzské království – Ludvík XII.
- Polské království – Zikmund I. Starý
- Uherské království – Vladislav Jagellonský
- Perská říše – Ismail I.